# بدجر اکسپلورر
بدجر اکسپلورر (انگلیسی: Badger Explorer) شرکت اکتشاف نفت نروژی است، که در سال ۲۰۰۳ تأسیس شد.